# フジグラン西条駅前
フジグラン西条駅前（ふじぐらんさいじょうえきまえ）は、かつて広島県東広島市西条栄町に所在したショッピングセンターである。愛媛県松山市に本社を置くフジ・リテイリングが運営していた。

## 概要
1979年に地元の資産家が運営するショッピングセンター「ベルディ」として西条駅前に開業した。西条地区内では西条プラザに次ぐ2店舗目のショッピングセンターであり、核テナントを三原市に本社を置く「ミハラスーパー」（現：フレスタ傘下）とした。しかし1986年に「ベルディ」は閉店。同年フジが建物を取得し「フジ東広島店」として開業した。
2000年に商圏拡大を図り、御薗宇バイパス沿線に「フジグラン東広島」として機能移転し、「フジ東広島店」は一旦閉店した。翌2001年に「フジグラン東広島」の補完店舗として、「フジ東広島店」を「フジグラン西条駅前」として再開店した。しかし売上低迷により、2007年9月に「フジグラン東広島」へ機能を集約する形で再び閉店した。
閉店後に店舗は解体され、跡地にはアーバンコーポレイションが商業施設併設型のマンション建設を計画していたが、アーバンコーポレイションの倒産により2008年に計画中止したため、土地は市が買収することとなった。
その後、市が「東広島芸術文化ホール くらら」を建設し、2016年4月1日に開館した。